# Skeleton-Intercontinentalcup 2017/18
Der Skeleton-Intercontinentalcup 2017/18 ist eine von der International Bobsleigh & Skeleton Federation (IBSF) veranstaltete Rennserie, die zum elften Mal ausgetragen wurde, und neben dem  Europacup und dem Nordamerikacup zum Unterbau des Weltcups gehört. Die Ergebnisse der acht Saisonläufe an vier Wettkampforten flossen in das IBSF-Skeleton-Ranking 2017/18 ein. Bei den Frauen konnte die Kanadierin Lanette Prediger ihren Sieg in der Gesamtwertung wiederholen, währenddessen es bei den Männern zum zweiten Mal nach der Saison 2010/11 ein rein deutsches Podest in der Gesamtwertung gab. Die Gesamtwertung sicherte sich Felix Keisinger vor Kilian von Schleinitz und Michael Zachrau.

## Damen

### Rennen
| Datum             | Ort        | 1. Platz         | 2. Platz         | 3. Platz               |
| ----------------- | ---------- | ---------------- | ---------------- | ---------------------- |
| 4. November 2017  | Whistler   | Anna Fernstädt   | Lanette Prediger | Marina Gilardoni       |
| 5. November 2017  | Whistler   | Lanette Prediger | Madison Charney  | Marija Orlowa          |
| 12. November 2017 | Calgary    | Anna Fernstädt   | Madison Charney  | Lanette Prediger       |
| 13. November 2017 | Calgary    | Anna Fernstädt   | Madison Charney  | Kimberley Murray       |
| 4. Januar 2018    | St. Moritz | Janine Becker    | Katie Uhlaender  | Olga Potylizyna        |
| 5. Januar 2018    | St. Moritz | Katie Uhlaender  | Sophia Griebel   | Alina Tararytschenkowa |
| 12. Januar 2018   | Altenberg  | Sophia Griebel   | Lelde Priedulēna | Hannah Neise           |
| 13. Januar 2018   | Altenberg  | Sophia Griebel   | Lelde Priedulēna | Janine Becker          |

### Gesamtwertung
| Rang | Pilotin          | Land                   | Whistler         | Whistler         | Calgary           | Calgary           | St. Moritz     | St. Moritz     | Altenberg       | Altenberg       | Punkte |
| Rang | Pilotin          | Land                   | 4. November 2017 | 5. November 2017 | 12. November 2017 | 13. November 2017 | 4. Januar 2018 | 5. Januar 2018 | 12. Januar 2018 | 13. Januar 2018 | Punkte |
| ---- | ---------------- | ---------------------- | ---------------- | ---------------- | ----------------- | ----------------- | -------------- | -------------- | --------------- | --------------- | ------ |
| 01.  | Lanette Prediger | Kanada                 | 02               | 01               | 03                | 04                | 06             | 10             | 06              | 06              | 764    |
| 02.  | Janine Becker    | Deutschland            | 14               | 08               | 06                | 11                | 01             | 04             | 04              | 03              | 706    |
| 03.  | Madison Charney  | Kanada                 | 08               | 02               | 02                | 02                | 15             | 16             | 14              | 10              | 638    |
| 04.  | Olga Potylizyna  | Russland               | 05               | 06               | 11                | 10                | 03             | 13             | 8               | 9               | 638    |
| 05.  | Megan Henry      | Vereinigte Staaten     | 11               | 12               | 15                | 12                | 08             | 05             | 10              | 08              | 572    |
| 06.  | Marija Orlowa    | Russland               | 06               | 03               | 09                | 09                | –              | –              | 05              | 04              | 530    |
| 07.  | Anne O’Shea      | Vereinigte Staaten     | 04               | 07               | 08                | 07                | –              | –              | 07              | 07              | 512    |
| 08.  | Gracie Clapp     | Vereinigte Staaten     | 13               | 11               | 12                | 16                | 10             | 12             | 11              | 11              | 512    |
| 09.  | Kimberley Murray | Vereinigtes Königreich | DNF              | –                | 04                | 03                | 11             | 07             | 09              | 13              | 486    |
| 10.  | Jaclyn LaBerge   | Kanada                 | 07               | 16               | 07                | 06                | 21             | 17             | 16              | 14              | 483    |

## Herren

### Rennen
| Datum             | Ort        | 1. Platz              | 2. Platz                      | 3. Platz              |
| ----------------- | ---------- | --------------------- | ----------------------------- | --------------------- |
| 4. November 2017  | Whistler   | Kilian von Schleinitz | Felix Keisinger Pawel Kulikow | –                     |
| 5. November 2017  | Whistler   | Kilian von Schleinitz | Felix Keisinger               | Michael Zachrau       |
| 12. November 2017 | Calgary    | Felix Keisinger       | Marcus Wyatt                  | Kilian von Schleinitz |
| 13. November 2017 | Calgary    | Felix Keisinger       | Michael Zachrau               | Kilian von Schleinitz |
| 4. Januar 2018    | St. Moritz | Felix Keisinger       | John Daly                     | Thomas Jack           |
| 5. Januar 2018    | St. Moritz | Felix Keisinger       | Kilian von Schleinitz         | John Daly             |
| 12. Januar 2018   | Altenberg  | Felix Keisinger       | Michael Zachrau               | Kilian von Schleinitz |
| 13. Januar 2018   | Altenberg  | Kilian von Schleinitz | Michael Zachrau               | Felix Keisinger       |

### Gesamtwertung
| Rang | Pilot                 | Land        | Whistler         | Whistler         | Calgary           | Calgary           | St. Moritz     | St. Moritz     | Altenberg       | Altenberg       | Punkte |
| Rang | Pilot                 | Land        | 4. November 2017 | 5. November 2017 | 12. November 2017 | 13. November 2017 | 4. Januar 2018 | 5. Januar 2018 | 12. Januar 2018 | 13. Januar 2018 | Punkte |
| ---- | --------------------- | ----------- | ---------------- | ---------------- | ----------------- | ----------------- | -------------- | -------------- | --------------- | --------------- | ------ |
| 01.  | Felix Keisinger       | Deutschland | 02               | 02               | 01                | 01                | 01             | 01             | 01              | 03              | 922    |
| 02.  | Kilian von Schleinitz | Deutschland | 01               | 01               | 03                | 03                | 15             | 02             | 03              | 01              | 828    |
| 03.  | Michael Zachrau       | Deutschland | 04               | 03               | 04                | 02                | 06             | 08             | 02              | 02              | 792    |
| 04.  | Evgeniy Rukosuev      | Russland    | 07               | 05               | 09                | 07                | 09             | 13             | 06              | 07              | 644    |
| 05.  | Pawel Kulikow         | Russland    | 02               | 09               | 07                | 05                | –              | –              | 04              | 04              | 554    |
| 06.  | Evan Neufeldt         | Kanada      | 05               | 10               | 06                | 10                | 27             | 18             | 14              | 11              | 504    |
| 07.  | Ivo Steinbergs        | Lettland    | 21               | 13               | 14                | 12                | 10             | 21             | 05              | 05              | 498    |
| 08.  | Marco Rohrer          | Schweiz     | 22               | 21               | 17                | 19                | 04             | 04             | 18              | 14              | 428    |
| 09.  | Dorin Velicu          | Rumänien    | 16               | 18               | 23                | 18                | 07             | 16             | 13              | 09              | 421    |
| 10.  | Egor Veselov          | Russland    | 13               | 08               | 13                | 11                | –              | –              | 12              | 10              | 404    |